# Heinrich László (fizikus)
Heinrich László (Kolozsvár, 1910. szeptember 9. – Kolozsvár, 1985. december 7.) erdélyi magyar kísérleti fizikus, tudománytörténész, agrokémiai kutató, tankönyvíró, szerkesztő. Heinrich Mihály bátyja.

## Élete
Középiskoláit a Kolozsvári Piarista Gimnáziumban végezte (1928), ugyanitt az egyetemen fizika–kémia szakos oklevelet szerzett (1932). Másfél évtizeden át középiskolai tanár Marosvásárhelyen és Kolozsvárt. Gyulai Zoltán professzor mellett Égési galvánelem elektromos feszültségének változása a hőmérséklettel címen védte meg doktori értekezését (1947), majd 1948–49-ben a Bolyai Tudományegyetem mechanikai tanszékére nevezték ki professzornak.
1956–58 között szerkesztette a Matematikai és Fizikai Lapok fizikai részét. 1958-ban eltávolították a tanügyből s hivatásától eltérő munkakörbe kényszerült: 1961-ig a kolozsvári Tehnofrig üzemben dolgozott. 1961-től nyugdíjazásáig (1972) a kolozsvári Agrokémiai Laboratórium mérnöke, tudományos kutatója, majd fővegyésze.

## Munkássága
H. Țintea tanártársával éveken át a benzol dihalogénszármazékainak abszorpciós színképét vizsgálta a közeli ultraibolyában; kutatásaikat 1951-ben a kolozsvári Babeș és a bukaresti Parhon Egyetemen, valamint 1965-ben a marosvásárhelyi Pedagógiai Főiskolán, illetve a Comunicările Academiei R. P. R. (1955/7) és a Studia Universitatis Babeș–Bolyai (Physica 1959/1) hasábjain ismertették. Fenesi Sándor mérnökkel együtt készített dolgozatát az ausztenites, rozsdamentes acélok fényezésére használt elektrokémiai eljárásról az Institutul de Documentare Tehnică közli 1963-ban. Az erdélyi talajoknak a növények által hasznosítható magnézium- és káliumtartalmáról, valamint az agrokémiai paraméterekről írott dolgozatait a Știința Solului című folyóiratban jelentette meg (1965–73).
Megírta az első kolozsvári csillagda történetét (1978) és feldolgozta Károly József Irén nagyváradi premontrei gimnáziumi, majd jogakadémiai tanár fizikai munkásságát (1984).
Ismeretterjesztő írásai és tudományos cikkei a Jóbarát, Erdélyi Iskola, 1945 után a Matematikai és Fizikai Lapok, Gazeta Matematică și Fizică, A Hét, Korunk, TETT, Vörös Lobogó, Igazság s a budapesti Élet és Tudomány hasábjain láttak napvilágot. László Tihamérral közösen négy középiskolai fizika tankönyvet írt Fizika és Kísérleti fizika címmel (Kolozsvár, 1939, 1946–47); több fizikai és kémiai tankönyvet fordított románról magyarra. Az Oktatásügyi Minisztérium Pedagógiai Intézetének kiadásában román nyelvű dolgozata jelent meg a fizikai ismereteknek az ipari és mezőgazdasági termelés fejlesztésében betöltött szerepéről (1958). A Fizikai Kislexikon (1976) szerkesztője és a fénytani rész szerzője.

## Művei
- Elemi részek (társszerző Koch Ferenc), Bukarest, Technikai Kiadó, 1958
- Tudod-e? Kérdések és feleletek a természettudományok és a technika köréből, (1960, 1962)
- Hogyan oldjuk meg a fizikafeladatokat? (Koch Ferenc társszerzőjeként, román, magyar és német nyelven), Bukarest, Editura Didactica si Pedagogica, 1971
- Az első kolozsvári csillagda, Bukarest, Kriterion, 1978
- A Principiából és Optikából Válogatás Isaac Newton írásaiból, bevezető tanulmánnyal, Bukarest, Kriterion, 1981
- Newton klasszikus fizikája, Kolozsvár, Dacia, 1983
- Színes fizika: Kétszáz megoldott fizikafeladat, Kolozsvár, Dacia, 1987